# Soswa
Die 635 km lange Soswa (russisch Сосьва) ist der rechte Quellfluss der Tawda im östlichen Ural und Westsibirischen Tiefland (Russland, Asien).

## Geographie
Die Soswa entsteht an der Ostflanke des Ural-Hauptkammes aus den zwei kurzen (unter 20 km) Quellflüssen Große (Bolschaja) und Kleine (Malaja) Soswa, die in etwa 600–700 m Höhe entspringen. Zunächst umfließt sie – immer auf dem Territorium der Oblast Swerdlowsk – zunächst in einem streckenweise engen und steilen Tal mehrere Kämme des Ural im Bereich des Deneschkin Kamen (1492 m). Weiter fließt die Soswa in süd-, später nordöstlicher Richtung durch den Westteils des Westsibirischen Tieflandes, um sich schließlich 12 km nördlich der Siedlung städtischen Typs (und Rajonverwaltungszentrum) Gari mit der Loswa zur Tawda zu vereinigen (bei 56 m ü. NN).
Das Einzugsgebiet der Soswa umfasst 24.700 km². Bei der Siedlung Soswa, etwa 140 Flusskilometer oberhalb der Mündung, beträgt die mittlere Wasserführung 123 m³/s (Minimum im März mit 17 m³/s, Maximum im Juni mit 453 m³/s). Der Wasserstand des Mittel- und Unterlaufs schwankt im Jahresverlauf um bis zu 5–6 Meter. Im Unterlauf ist der Fluss etwa 80–100 m breit, 3 m tief, die Fließgeschwindigkeit beträgt 0,3 m/s. Die wichtigsten Nebenflüsse sind von rechts Wagran (Вагран), Turja (Турья), Kakwa (Каква) und Ljalja (Ляля).
Die Soswa gefriert von Anfang November bis April.
Im Bereich des Mittellaufs liegt einige Kilometer westlich des Flusses, am Nebenfluss Kakwa, die Stadt Serow. Im hier weiten Tal verlaufen die Eisenbahnstrecken Serow – Iwdel – Priobje und Serow – Alapajewsk, die den Fluss insgesamt an drei Stellen kreuzen, sowie verschiedene lokale Verbindungsstraßen. Insgesamt ist das Tal der Soswa, verglichen mit anderen Flüssen der Region, auf einem Großteil seines Verlaufes relativ dicht besiedelt und verkehrstechnisch besser erschlossen.
Die Soswa ist ab der Einmündung der Kakwa nahe Serow schiffbar (333 km), wird jedoch gegenwärtig nur ab der Siedlung Soswa, 167 km oberhalb der Mündung, als Binnenwasserstraße geführt.